# トフェルセン
トフェルセン（英: Tofersen、商品名：Qalsody）は、アメリカの製薬会社バイオジェンが開発した筋萎縮性側索硬化症（ALS）の治療薬のこと。 トフェルセンは、スーパーオキシド ジスムターゼ1 (SOD1)の生成を標的とするアンチセンスオリゴヌクレオチドであり、SOD1は、その変異型がALSに関連しており、トフェルセンはSOD1遺伝子に働きかける核酸医薬である。
2023年4月25日に米国で医療使用が承認された。日本においてはバイオジェンの日本法人により2024年5月21日に厚生労働省に承認申請がなされ、2024年12月27日製造販売承認を受けた。ALSの治療薬として、初めての根本的な原因に働きかける薬となる。商品名は「クアルソディ」。

## 医療用途
トフェルセンは、変異型SOD1遺伝子陽性のALSの患者の治療に用いられる。ALS患者の2%程度がSOD1遺伝子に変異があるタイプであり、トフェルセンはこの遺伝子に働きかける核酸医薬である。
副作用には、疲労、関節痛、脳脊髄の体液性白血球の増加、および筋肉痛が報告されている。

## 歴史
イオニス・ファーマシューティカルズ により開発が開始され、バイオジェンにライセンス供与され、バイオジェンと共同開発された。トフェルセンの有効性は、ALSで確認されたSOD-1変異に起因する筋力低下を伴う患者に対して、ランダム化比較試験で評価された。この研究では、参加者108名を2:1の比率で無作為に割り当て、トフェルセン100mg (n=72) またはプラセボ (n=36) による治療を24週間行った(負荷投与量を3回、その後に維持用量を5回)。参加者は女性43%、男性57%であった。白人が64%、アジア人が8%で参加者の平均年齢は49.8歳 (23歳から73歳の範囲) であった。

### 年表
- 2020年
  - 7月8日 - バイオジェンは、トフェルセンのP1/2相試験の結果を発表、論文誌「ニューイングランド・ジャーナル・オブ・メディシン」に掲載された[10]。髄液中のSOD1タンパク質の濃度のベースラインからの変化量は、トフェルセン100mgによる治療を3か月間にわたり受けた患者（n=10）は、SOD1濃度の36%減少を示したのに対し、プラセボ群（n=12）では3%の減少であった[10]。
- 2021年
  - 10月17日 - バイオジェンは第3相試験）の結果を発表した[11]。 トフェルセンは主要評価項目であるALS機能評価スケール改訂版（ALSFRS-R）のベースラインから28週までの変化量を達成しなかったものの、生物学的活性および臨床的機能を評価した複数の副次的および探索的評価項目で有効である傾向が示されたとした[11]。
- 2022年
  - 7月26日 - FDAが「トフェルセン」 の承認申請を受理し、優先審査（Priority Review）に指定[12]。
- 2023年
  - 4月25日 - FDAが「トフェルセン」を承認[3]。
  - 5月26日 - 東京医科歯科大学病院が「トフェルセン」を独自に輸入して患者への投与を検討していることが報道された[13]。日本では企業が承認申請をしておらず、「ドラッグラグ」が生じていた[13]。国内での申請・承認を待つ間に患者の症状が進んでしまう事態を避けるため、同院の担当医らは2016年に導入された、国内で承認されていない薬を一定の条件下で使う「未承認新規医薬品等を用いた医療」を活用することを検討し、病院内の評価委員会に申請書を出した[13]。
- 2024年
  - 2月14日 - 武見敬三厚生労働大臣（当時）が衆議院予算委員会において「トフェルセンについては、企業から承認申請がなされた場合にはPMDAにおいて迅速に審査を進め、有効性・安全性が確認されれば速やかに承認してまいりたいと思います。」との答弁[14]。
  - 2月23日 - バイオジェンは、欧州医薬品庁（EMA）の医薬品委員会（CHMP）がトフェルセンについて、特例的な状況下での販売承認を推奨する肯定的見解を採択したと発表[15][16]。
  - 3月5日 - 日本ALS協会がバイオジェンに対して「人道的見地から実施される治験（拡大治験）」実施の要望書を提出[14]。
  - 5月21日 - バイオジェンが日本の厚生労働省に対してトフェルセンの製造販売承認申請を行った[17][18][19]。バイオジェンによると日本人も参加した最終段階の臨床試験では、トフェルセンを投与したグループで神経損傷で生じる血液中の物質が減少していた[18]。
  - 6月4日 - 欧州医薬品庁（EMA）の医薬品委員会（CHMP）がトフェルセンの販売を承認[20]。
  - 12月2日 - 厚生労働省の薬事審議会医薬品第一部会がトフェルセンの製造販売承認を了承した[21][22][23]。
  - 12月27日 - 厚生労働省が製造販売承認[5][6]。
- 2025年
  - 3月19日 -日本で薬価収載・発売[24]。薬価収載時の薬価：2788883円(100mg15mL1瓶)[25]。